# Wander
Pour les articles homonymes, voir Wander (homonymie).
Wander AG est une entreprise suisse du secteur agroalimentaire. Elle est notamment connue pour des produits comme Ovomaltine et Dawamalt. Son siège se situe à Neuenegg, dans le canton de Berne mais l'entreprise appartient depuis 2002 à Associated British Foods.

## Histoire

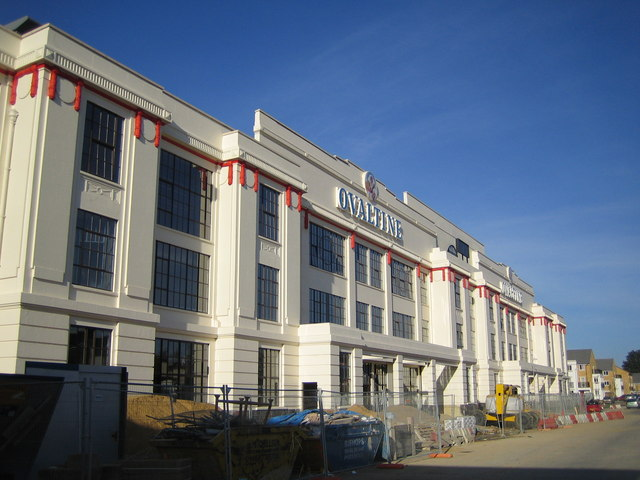
L'ancienne usine Ovomaltine de Kings Langley.

En 1865, le pharmacien bernois Georg Wander, cherchant un moyen de lutter contre la malnutrition, met au point un procédé permettant la conservation d'un extrait de malt. Cet aliment fortifiant est amélioré par son fils Albert, chimiste et pharmacien : il affine son goût en y ajoutant de l'œuf, du lait et du cacao. Sa recette constitue la base d'Ovomaltine, qui est lancé sur le marché en 1904, alors comme préparation médicale. En parallèle, Wander commercialise également, dès 1897, les bonbons aux herbes Herbalpina,. En 1906, Ovomaltine est également mis en vente en Italie et en Angleterre, où la première fabrique étrangère d'Ovomaltine est inaugurée en 1913, à Kings Langley. En 1925 débute la commercialisation de Jemalt, un complément alimentaire à base, comme Ovomaltine, d'extrait de malt, enrichi de vitamines, de sels minéraux et d'oligo-éléments,. En 1927, la fabrique suisse déménage de Berne à Neuenegg. En 1931, des sachets-portions sont mis sur le marché, notamment pour les restaurants ; la barre Choc Ovo est commercialisée en 1937. Rachetée en 1967 par Sandoz, Wander AG devient le 8 octobre 2002 une filiale du groupe britannique Associated British Foods, qui reprend un grand nombre de ses marques. Wander AG devient alors responsable, entre autres, de la commercialisation en Suisse des thés Twinings. La production d'Ovomaltine pour l'Europe se fait toujours à Neuenegg. Depuis 2011, le directeur général de Wander AG est Arnold Furtwaengler.

## Marques
- Ovomaltine : produit à base d'extrait de malt d'orge, on le trouvait originellement sous forme de poudre pour boisson instantanée à mélanger avec du lait. Depuis, Ovomaltine se décline également sous la forme de barres énergétiques (Ovo Sport), de barres chocolatées (Choc Ovo), de chocolat en plaque, de biscuits, de pâte à tartiner (Ovomaltine crunchy cream), de boisson froide (Ovo drink), et de plusieurs autres produits[7],[8]. Depuis septembre 2013, pour répondre à la demande des consommateurs allergiques, l'œuf est ôté de la composition d'Ovomaltine[9].
- Twinings : thés, tisanes et infusions[10],[11].
- Caotina : boisson chocolatée en poudre[12],[13].
- Isostar : marque de nutrition sportive, dont le produit principal est une boisson électrolytique isotonique[14].
- Dawa : marque de desserts et de pâtisseries à préparer soi-même[15].
- Jemalt : complément alimentaire à base, comme Ovomaltine, d'extrait de malt, enrichi de 13 vitamines, de 13 sels minéraux et d'oligo-éléments[5].
- Punch : Boisson chaude instantanée au jus de fruits[16].
- Viomalt : complexes vitaminés (ou riches en fer ou en magnésium) à base d'extrait de malt[17]
- Modifast : ligne de produits hypocaloriques[18].
- Reber : confiseries[19].
- Duo fit : boisson instantanée contenant du lait, du café, du sucre et des vitamines[20].
- Dawamalt : boisson instantanée de composition proche de celle d'Ovomaltine, peu coûteuse[20].
- Herbalpina : bonbons aux herbes[4].